# Roland Gustafsson
Roland Gustafsson, född 1952, var 2010–2019 missionsbiskop i Missionsprovinsen, och lärare vid Församlingsfakulteten i Göteborg. Han har tidigare varit missionssekreterare och missionsföreståndare i Evangelisk Luthersk Mission – Bibeltrogna Vänner.
Roland Gustafsson studerade teologi vid Fjellhaug Skoler i Oslo (1974–1979). Han reste därefter ut som missionär till Evangelisk-Lutherska kyrkan i Kenya, för att verka som lärare vid det teologiska seminariet i Matongo (1980–1991). Han fick sedan uppgiften som missionssekreterare / missionsdirektor i Evangelisk Luthersk Mission – Bibeltrogna Vänner med ansvar för deras mission (1991–2010). Han har även undervisat i Missionsvetenskap vid Församlingsfakulteten i Göteborg (2005–2017). I slutet av november 2009 valdes han till missionsbiskop i Missionsprovinsen efter dess förste missionsbiskop Arne Olsson. Han prästvigdes i Göteborg 16 januari 2010 och biskopsvigdes 27 mars 2010. Hans valspråk är "Allt vad vi har uträttat, har du utfört åt oss" (Jes 26:12). Han efterträddes i april 2019 av Bengt Ådahl.

## Utmärkelser
- 2022 - Imberg Rune, Andersson Gunnar, Okkels Jakob, red. Allt vad vi har uträttat, har du utfört åt oss: festskrift till Missionsbiskop Roland Gustafsson. Göteborg: Missionsprovinsen i Sverige. Libris zdhxz2bhwzm205x8. ISBN 9789152729731, festskrift.